# Општина Ракашдија
Ракашдија (рум. Răcăşdia) општина је у Румунији у округу Караш-Северин.
Oпштина се налази на надморској висини од 152 m.